# Ordubad rayonu
Ordubad Rayon (azerbajdzjanska: Ordubad Rayonu) är en kommun i Azerbajdzjan.   Den ligger i distriktet Nachitjevan, i den sydvästra delen av landet, 400 km väster om huvudstaden Baku. Antalet invånare är 42 638.
Följande samhällen finns i Ordubad Rayon:
- Deste

Trakten runt Ordubad Rayon består i huvudsak av gräsmarker. Runt Ordubad Rayon är det ganska glesbefolkat, med 27 invånare per kvadratkilometer.